# ان‌آردبلیو.بنک
ان‌آردبلیو. بنک (انگلیسی: NRW.Bank) شرکت خدمات مالی و بانکداری آلمانی است، که در سال ۲۰۰۲ تأسیس شد.